# Судацька долина

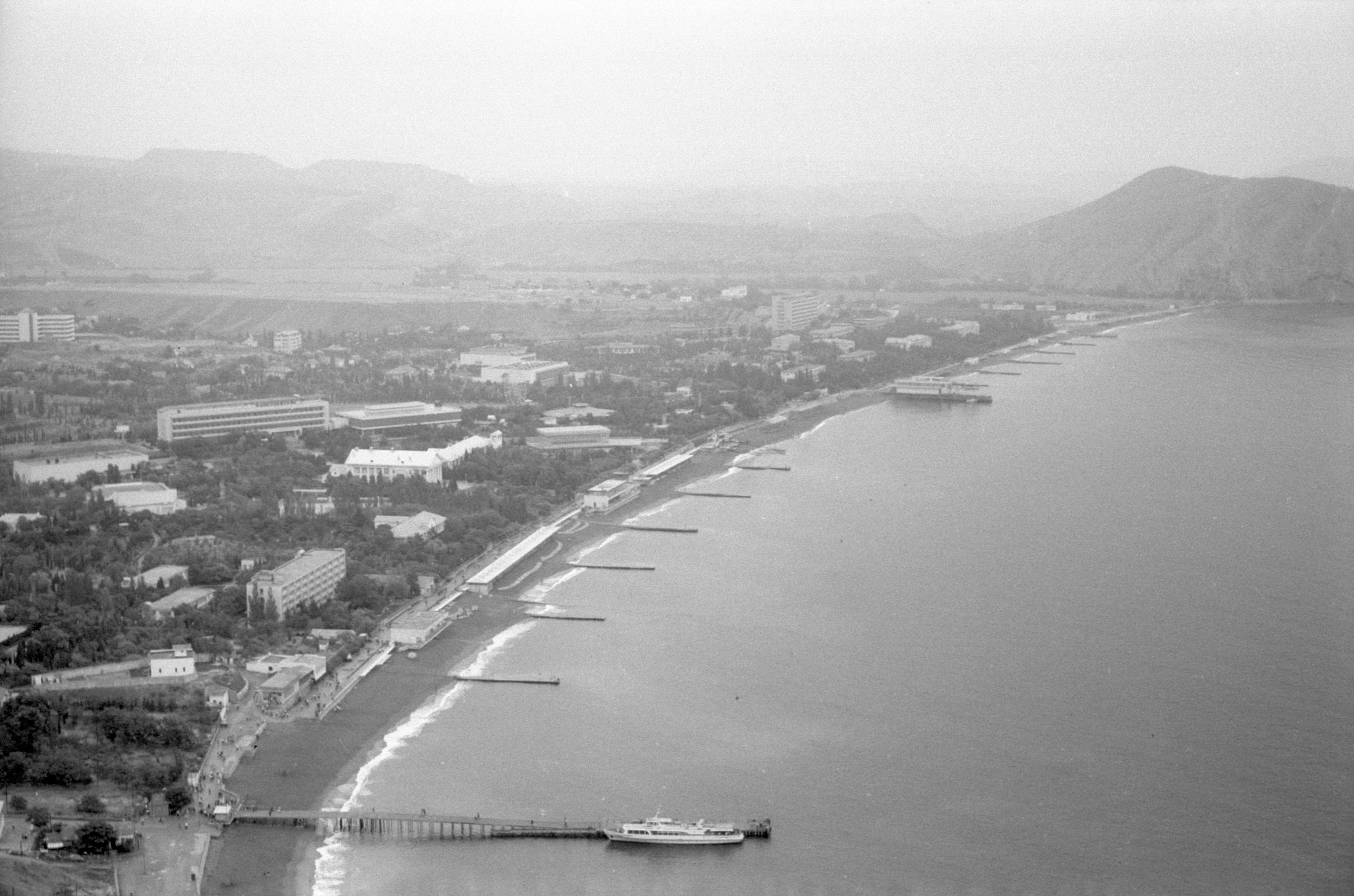
Судацька долина

Судацька долина (крим. Sudaq vadiysi) — долина, що знаходиться на південно-східному узбережжі Криму, над берегом Чорного моря в районі Судацької бухти. Понад мільйон років тому була підводною терасою. Захищена горами і відкрита тільки з півдня: зі сходу обмежена горою Ай-Георгій, біля моря мисом Алчак, з заходу прикрита лісистою горою Перчем, з півночі хребтом Таракташ. По ширині Судацька долина від 0,2 до 2,5 км, протяжність її (разом з Сууксинською долиною) 13 км. По долині протікає річка Суук-Су. В Судацькій долині знаходиться місто Судак.